# قیچی (فیلم ۱۹۹۱)
قیچی (انگلیسی: Scissors) فیلمی در ژانر تریلر روانشناسانه است که در سال ۱۹۹۱ منتشر شد. از بازیگران آن می‌توان به شارون استون و رانی کاکس اشاره کرد.